# Holly Okuku
Holly Okuku (23 de febrero de 2005) es una deportista de Alemania que compite en atletismo. Ganó una medalla de oro en el Campeonato Europeo Sub-20 de 2023 y otra de plata en el 2021, ambas en la prueba de 4 × 100 m.